# 格罗里亚·埃马努埃莱·维德佳佳
格罗里亚·埃马努埃莱·维德佳佳（1993年12月28日—），印尼女子羽毛球運動員。

## 簡歷
2011年11月，格罗里亚·埃马努埃莱·维德佳佳出戰桃園縣舉行的世界青年羽毛球錦標賽，與阿尔弗兰·埃科·普拉塞特亚合作贏得混合雙打冠軍。
2012年8月，格罗里亚·埃马努埃莱·维德佳佳与阿尔弗兰·埃科·普拉塞特亚出战新加坡羽毛球國際系列賽，在混双準决赛以0比2（14-21、20-22）不敌跨国组合（新加坡：查特·奇雅加特/马来西亚：黄惠恩）。同年12月，她与阿尔弗兰·埃科·普拉塞特亚出战印度羽毛球國際挑戰賽，在混双决赛以0比2（16-21、9-21）不敌赛会头号种子、队友的伊尔凡·法蒂拉赫/维尼·安格莱尼，赢得亚军。
2013年9月，格罗里亚·埃马努埃莱·维德佳佳与伊迪·苏巴蒂亚出战印尼羽毛球黃金大獎賽，在混双準决赛以0比2（10-21、18-21）不敌赛会6号种子、队友的普拉文·乔丹/维塔·玛丽莎。
2014年4月，格罗里亚·埃马努埃莱·维德佳佳与伊迪·苏巴蒂亚出战紐西蘭羽毛球大獎賽，在混双準决赛以1比2（21-15、13-21、15-21）不敌同胞的阿尔弗兰·埃科·普拉塞特亚/安妮萨·绍菲卡。同年9月，她与印尼羽毛球大師賽出战印尼羽毛球國際挑戰賽，在混双準决赛以0比2（18-21、15-21）不敌赛会2号种子、队友的穆罕默德·雷扎/维塔·玛丽莎。同年10月，她与伊迪·苏巴蒂亚出战保加利亞羽毛球國際賽，在混双準决赛以0比2（19-21、21-23）不敌赛会6号种子、队友的弗兰·库尔尼亚万·邓/科马拉·戴维。同年11月，她与伊迪·苏巴蒂亚出战澳門羽毛球黃金大獎賽，在混双决赛以2比1（21-15、29-30、22-20）力克赛会3号种子、新加坡的丹尼·巴瓦·克里斯南塔/梁语嫣，夺得其首个黃金大獎賽的冠军。
2015年1月，格罗里亚·埃马努埃莱·维德佳佳与伊迪·苏巴蒂亚出战馬來西亞羽毛球大師賽，在混双準决赛以1比2（21-19、10-21、18-21）不敌赛会2号种子、队友的普拉文·乔丹/戴比·苏珊托。同年2月，她与伊迪·苏巴蒂亚出战奧地利羽毛球公開賽，在混双决赛以2比1（15-21、22-20、21-18）击败了赛会4号种子、队友的罗纳德·亚历山大/梅拉蒂·达伊瓦·奥克塔维亚尼，赢得冠军。同年3月，她与伊迪·苏巴蒂亚出战印度羽毛球超級賽，从首圈一路淘汰了印度的Varun Sharma/Rachita Sahdev、马来西亚的陳毅權/賴沛君、新加坡的查特·奇雅加特/欣塔·穆利亚·萨里；直到四强不敌对手，首次打进超级系列赛的最好佳绩。随后8月，她參加印尼雅加达舉行的世界羽毛球錦標賽，她和伊迪·苏巴蒂亚出戰混合双打項目。她與伊迪·苏巴蒂亚以12號種子身分出戰，故在首圈輪空；但在次圈以2比0（21-13、21-15）擊敗荷蘭的约瑞特·德鲁伊特 /萨曼塔·巴宁。在第三圈，以0-2（15-21、18-21）不敌赛会8號種子韩国的高成炫 /金荷娜，16强止步。
2016年10月，格罗里亚·埃马努埃莱·维德佳佳与里基·维迪安托出战中華台北羽球大師賽，在混双準決賽以1比3（5-11、11-7、8-11、6-11）不敌香港的鄧俊文/謝影雪。
2017年1月，格罗里亚·埃马努埃莱·维德佳佳与名将通托维·艾哈迈德出战馬來西亞羽毛球大師賽，在混双準决赛以0比2（17-21、18-21）不敌马来西亚新组合的吳順發/賴潔敏。同年8月，她代表印尼参加马来西亚吉隆坡出战東南亞運動會羽毛球比賽，赢得了东运会女子团体的铜牌。同年11月，她与哈菲兹·费萨尔出战韓國羽毛球大師賽，在混双準决赛以0比2（15-21、11-21）不敌赛会4号种子、韩国的徐承宰/金荷娜。
2018年7月，格罗里亚·埃马努埃莱·维德佳佳与哈菲兹·费萨尔出战印尼羽毛球公開賽，在混双準决赛以0比2（18-21、8-21）不敌赛会头号种子、队友的通托维·艾哈迈德/利利亚纳·纳西尔。同期7月，她与哈菲兹·费萨尔出战泰國羽毛球公開賽，在混双决赛以2比0（21-12、21-12）轻取赛会头号种子、英格兰夫妻档的克里斯·爱德考克/加布里·爱德考克，首次赢得超級500賽的国际赛冠军。

## 主要比賽成績
只列出曾進入準決賽的國際賽事成績：
| 年份   | 賽事                     | 公開賽級別 | 項目     | 拍檔                     | 成績   |
| ------ | ------------------------ | ---------- | -------- | ------------------------ | ------ |
| 2011年 | 亞洲青年羽毛球錦標賽     | 其他       | 混合團體 | －                       | 準決賽 |
| 2011年 | 世界青年羽毛球錦標賽     | 其他       | 混合雙打 | 阿尔弗兰·埃科·普拉塞特亚 | 冠軍   |
| 2012年 | 新加坡羽毛球國際系列賽   | 國際系列賽 | 混合雙打 | 阿尔弗兰·埃科·普拉塞特亚 | 準決賽 |
| 2012年 | 印度羽毛球國際挑戰賽     | 國際挑戰賽 | 混合雙打 | 阿尔弗兰·埃科·普拉塞特亚 | 亞軍   |
| 2013年 | 印尼羽毛球黃金大獎賽     | 黃金大獎賽 | 混合雙打 | 伊迪·苏巴蒂亚            | 準決賽 |
| 2014年 | 馬來西亞羽毛球黃金大獎賽 | 黃金大獎賽 | 混合雙打 | 伊迪·苏巴蒂亚            | 準決賽 |
| 2014年 | 紐西蘭羽毛球大獎賽       | 大獎賽     | 混合雙打 | 伊尔凡·法蒂拉赫          | 準決賽 |
| 2014年 | 印尼羽毛球國際挑戰賽     | 國際挑戰賽 | 混合雙打 | 阿尔弗兰·埃科·普拉塞特亚 | 準決賽 |
| 2014年 | 印尼羽毛球大師賽         | 黃金大獎賽 | 混合雙打 | 伊迪·苏巴蒂亚            | 準決賽 |
| 2014年 | 保加利亞羽毛球國際賽     | 國際挑戰賽 | 混合雙打 | 伊迪·苏巴蒂亚            | 準決賽 |
| 2014年 | 荷蘭羽毛球大獎賽         | 大獎賽     | 混合雙打 | 伊迪·苏巴蒂亚            | 準決賽 |
| 2014年 | 澳門羽毛球黃金大獎賽     | 黃金大獎賽 | 混合雙打 | 伊迪·苏巴蒂亚            | 冠軍   |
| 2015年 | 馬來西亞羽毛球大師賽     | 黃金大獎賽 | 混合雙打 | 伊迪·苏巴蒂亚            | 準決賽 |
| 2015年 | 奧地利羽毛球公開賽       | 國際挑戰賽 | 混合雙打 | 伊迪·苏巴蒂亚            | 冠軍   |
| 2015年 | 印度羽毛球超級賽         | 超級賽     | 混合雙打 | 伊迪·苏巴蒂亚            | 準決賽 |
| 2015年 | 中國羽毛球大師賽         | 黃金大獎賽 | 混合雙打 | 伊迪·苏巴蒂亚            | 亞軍   |
| 2016年 | 中華台北羽毛球公開賽     | 黃金大獎賽 | 混合雙打 | 里基·维迪安托            | 準決賽 |
| 2016年 | 中華台北羽球大師賽       | 大獎賽     | 混合雙打 | 里基·维迪安托            | 準決賽 |
| 2017年 | 馬來西亞羽毛球大師賽     | 黃金大獎賽 | 混合雙打 | 通托维·艾哈迈德          | 準決賽 |
| 2017年 | 東南亞運動會羽毛球比賽   | 其他       | 女子團體 | －                       | 銅牌   |
| 2017年 | 碧特博格羽毛球黃金大獎賽 | 黃金大獎賽 | 混合雙打 | 哈菲兹·费萨尔            | 準決賽 |
| 2017年 | 韓國羽毛球大師賽         | 大獎賽     | 混合雙打 | 哈菲兹·费萨尔            | 準決賽 |
| 2018年 | 馬來西亞羽毛球大師賽     | 超級500賽  | 混合雙打 | 哈菲兹·费萨尔            | 準決賽 |
| 2018年 | 印尼羽毛球公開賽         | 超級1000賽 | 混合雙打 | 哈菲兹·费萨尔            | 準決賽 |
| 2018年 | 泰國羽毛球公開賽         | 超級500賽  | 混合雙打 | 哈菲兹·费萨尔            | 冠軍   |
| 2019年 | 德國羽毛球公開賽         | 超級300賽  | 混合雙打 | 哈菲兹·费萨尔            | 亞軍   |
| 2019年 | 印度羽毛球公開賽         | 超級500賽  | 混合雙打 | 哈菲茲·費薩爾            | 準決賽 |
| 2019年 | 新加坡羽毛球公開賽       | 超級500賽  | 混合雙打 | 哈菲茲·費薩爾            | 準決賽 |
| 2019年 | 紐西蘭羽毛球公開賽       | 超級300賽  | 混合雙打 | 哈菲兹·费萨尔            | 準決賽 |
| 2019年 | 蘇迪曼盃                 | 其他       | 混合團體 | －                       | 季軍   |
| 2019年 | 日本羽毛球公開賽         | 超級750賽  | 混合雙打 | 哈菲兹·费萨尔            | 準決賽 |
| 2019年 | 中華台北羽毛球公開賽     | 超級300賽  | 混合雙打 | 哈菲兹·费萨尔            | 準決賽 |
| 2019年 | 香港羽毛球公開賽         | 超級500賽  | 混合雙打 | 哈菲兹·费萨尔            | 準決賽 |
| 2020年 | 马来西亚羽毛球大师赛     | 超級500賽  | 混合雙打 | 哈菲兹·费萨尔            | 準決賽 |
| 2020年 | 泰國羽毛球大師賽         | 超級300賽  | 混合雙打 | 哈菲兹·费萨尔            | 亞軍   |
| 2022年 | 意大利羽毛球國際賽       | 國際挑戰賽 | 混合雙打 | 德揚·費迪南夏            | 準決賽 |
| 2022年 | 丹麥羽毛球大師賽         | 國際挑戰賽 | 混合雙打 | 德揚·費迪南夏            | 冠軍   |
| 2022年 | 印尼羽毛球國際系列賽     | 國際系列賽 | 混合雙打 | 德揚·費迪南夏            | 冠軍   |
| 2022年 | 越南羽毛球公開賽         | 超級100賽  | 混合雙打 | 德揚·費迪南夏            | 冠軍   |
| 2022年 | 瑪琅羽毛球國際挑戰賽     | 國際挑戰賽 | 混合雙打 | 德揚·費迪南夏            | 冠軍   |
| 2022年 | 印尼瑪琅羽毛球大師賽     | 超級100賽  | 混合雙打 | 德揚·費迪南夏            | 準決賽 |
| 2022年 | 澳洲羽毛球公開賽         | 超級300賽  | 混合雙打 | 德揚·費迪南夏            | 準決賽 |
| 2023年 | 馬來西亞羽毛球公開賽     | 超級1000賽 | 混合雙打 | 德揚·費迪南夏            | 準決賽 |
| 2023年 | 亞洲羽毛球錦標賽         | 其他       | 混合雙打 | 德揚·費迪南夏            | 季軍   |
| 2023年 | 高雄羽球大師賽           | 超級100賽  | 混合雙打 | 德揚·費迪南夏            | 亞軍   |
| 2023年 | 賽義德·莫迪羽毛球國際賽  | 超級300賽  | 混合雙打 | 德揚·費迪南夏            | 冠軍   |
| 2024年 | 中國羽毛球公開賽         | 超級1000賽 | 混合雙打 | 德揚·費迪南夏            | 準決賽 |
| 2024年 | 澳門羽毛球公開賽         | 超級300賽  | 混合雙打 | 德揚·費迪南夏            | 亞軍   |
| 2024年 | 韓國羽毛球大師賽         | 超級300賽  | 混合雙打 | 德揚·費迪南夏            | 亞軍   |
| 2025年 | 德國羽毛球公開賽         | 超級300賽  | 混合雙打 | 里漢·諾法勒·庫沙爾揚托   | 亞軍   |
| 2025年 | 奧爾良羽毛球大師賽       | 超級300賽  | 混合雙打 | 里漢·諾法勒·庫沙爾揚托   | 亞軍   |
| 2025年 | 波蘭羽毛球公開賽         | 國際挑戰賽 | 混合雙打 | 里漢·諾法勒·庫沙爾揚托   | 冠軍   |
| 2025年 | 蘇迪曼盃                 | 其他       | 混合團体 | －                       | 季軍   |

| 2007-2017年 | 首要超級賽 | 超級賽 | 黃金大獎賽 | 大獎賽 | 國際挑戰賽 | 國際系列賽 | 未來系列賽 | 其他 |

| 2018-2026年 | 總決賽 | 超級1000賽 | 超級750賽 | 超級500賽 | 超級300賽 | 超級100賽 | 國際挑戰賽 | 國際系列賽 | 未來系列賽 | 其他 |

### 奧運會和世錦賽參賽紀錄
|          | 搭檔          | 2015 | 2016 | 2017 | 2018 | 2019 | 2023 |
| -------- | ------------- | ---- | ---- | ---- | ---- | ---- | ---- |
| 混合雙打 | 伊迪·苏巴蒂亚 | 16強 | －   | －   | －   | －   | －   |
| 混合雙打 | 哈菲兹·费萨尔 | －   | －   | －   | 16強 | 16強 | －   |
| 混合雙打 | 德揚·費迪南夏 | －   | －   | －   | －   | －   | 16強 |

## 其他獎項
| 年份   | 頒獎典禮               | 獎項                 | 搭檔          | 結果 | 備註  |
| ------ | ---------------------- | -------------------- | ------------- | ---- | ----- |
| 2024年 | BWF 2024年度最佳運動員 | 年度最佳混合雙打組合 | 德揚·費迪南夏 | 提名 | [ 4 ] |